# Hôtel Hay
L’hôtel Hay est un hôtel particulier situé à Saint-Malo, dans le département d'Ille-et-Vilaine.

## Histoire
L'hôtel est construit au début du XVIIIe siècle par Guillaume White, armateur d'origine irlandaise. Nicolas White de Boisglé l'occupe à sa suite.
Ce bâtiment fait l’objet d’une inscription au titre des monuments historiques depuis le 31 janvier 1942.

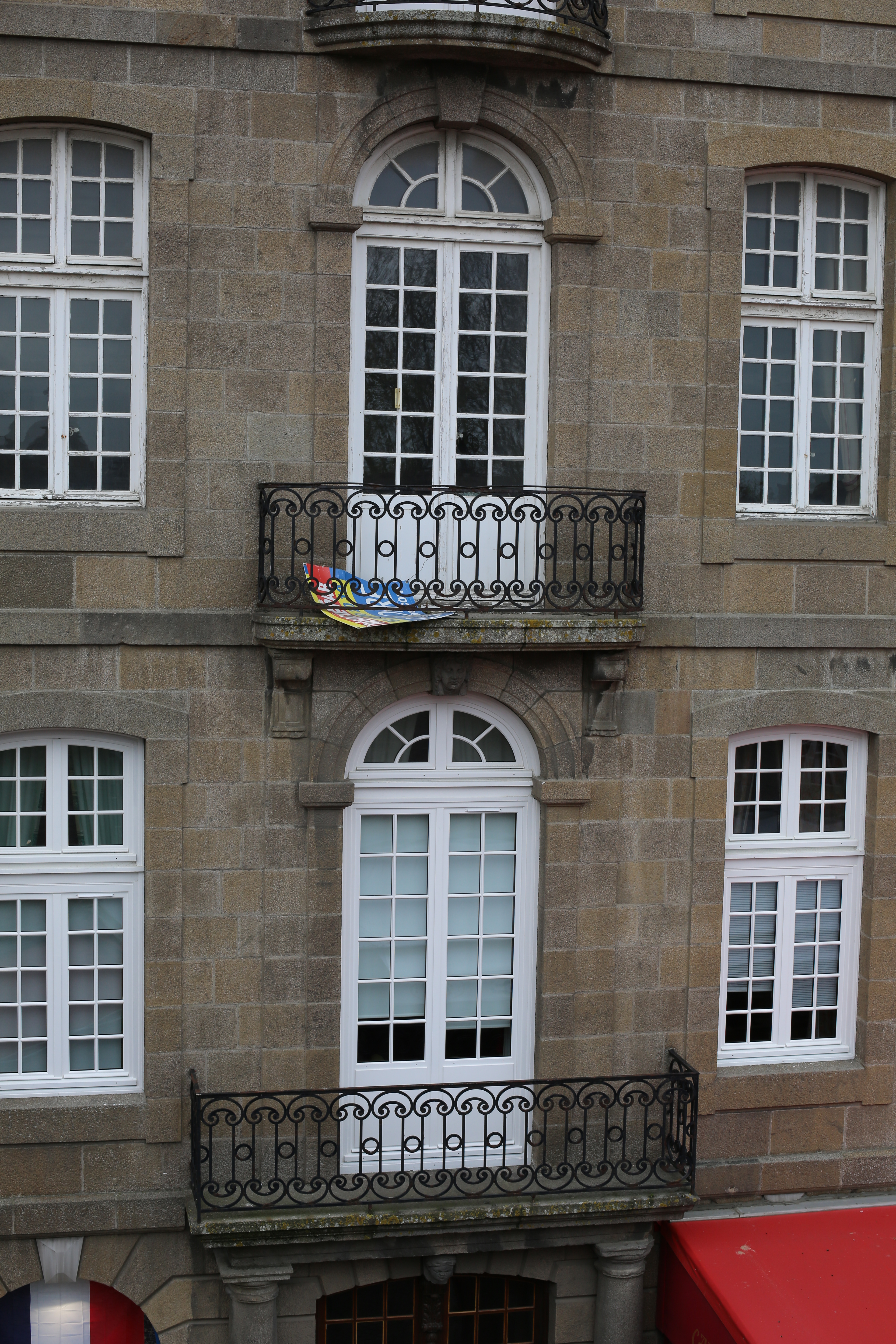
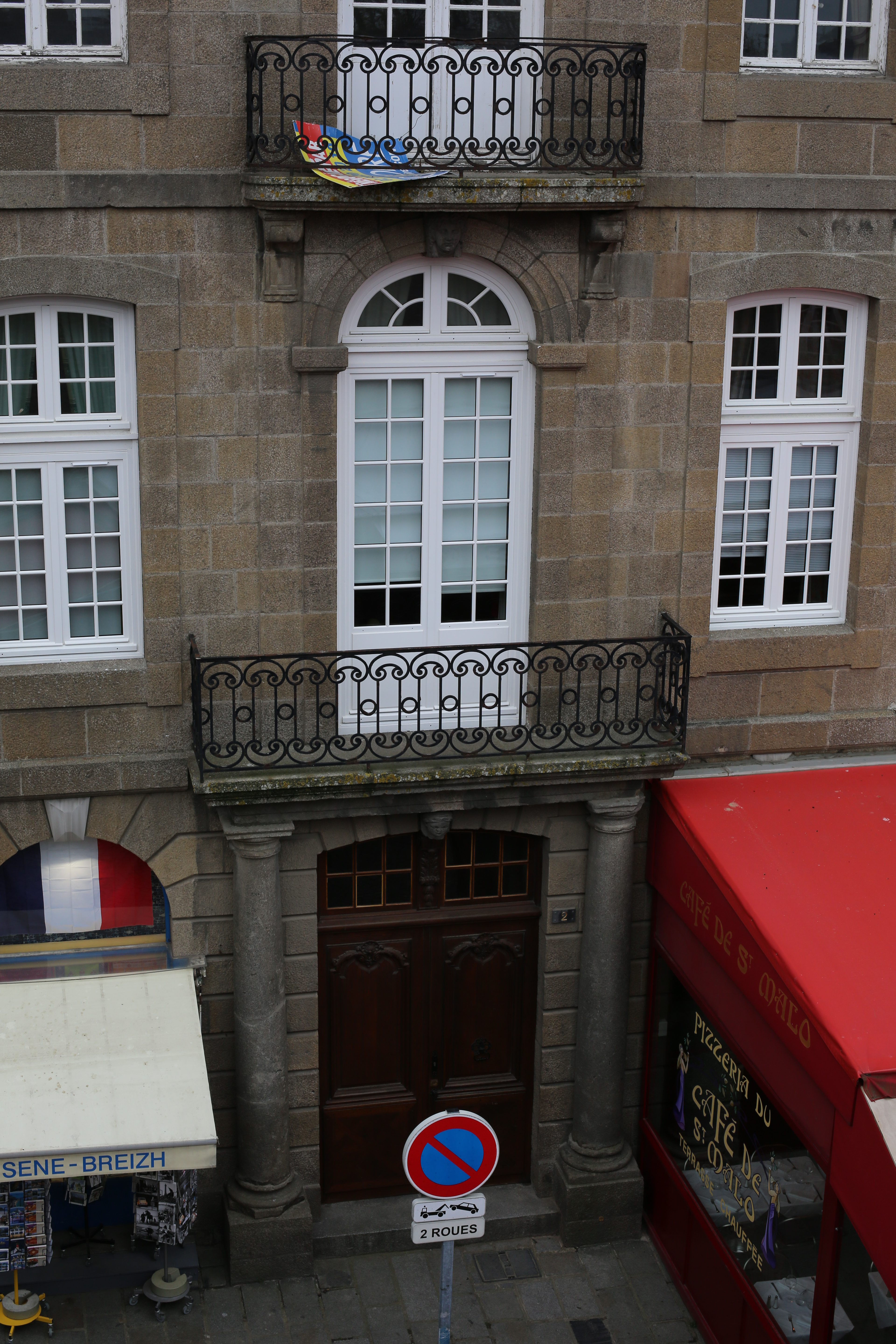
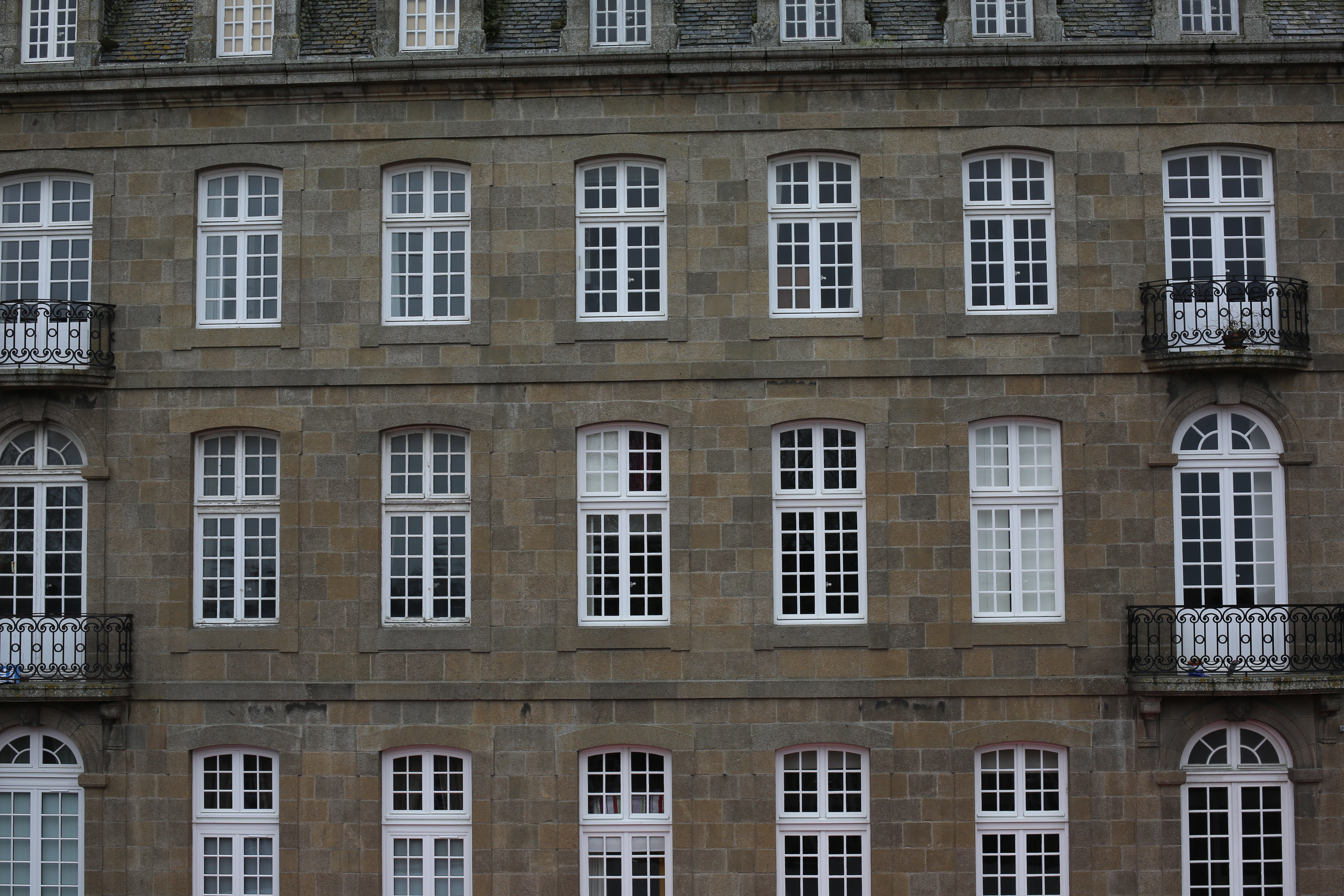
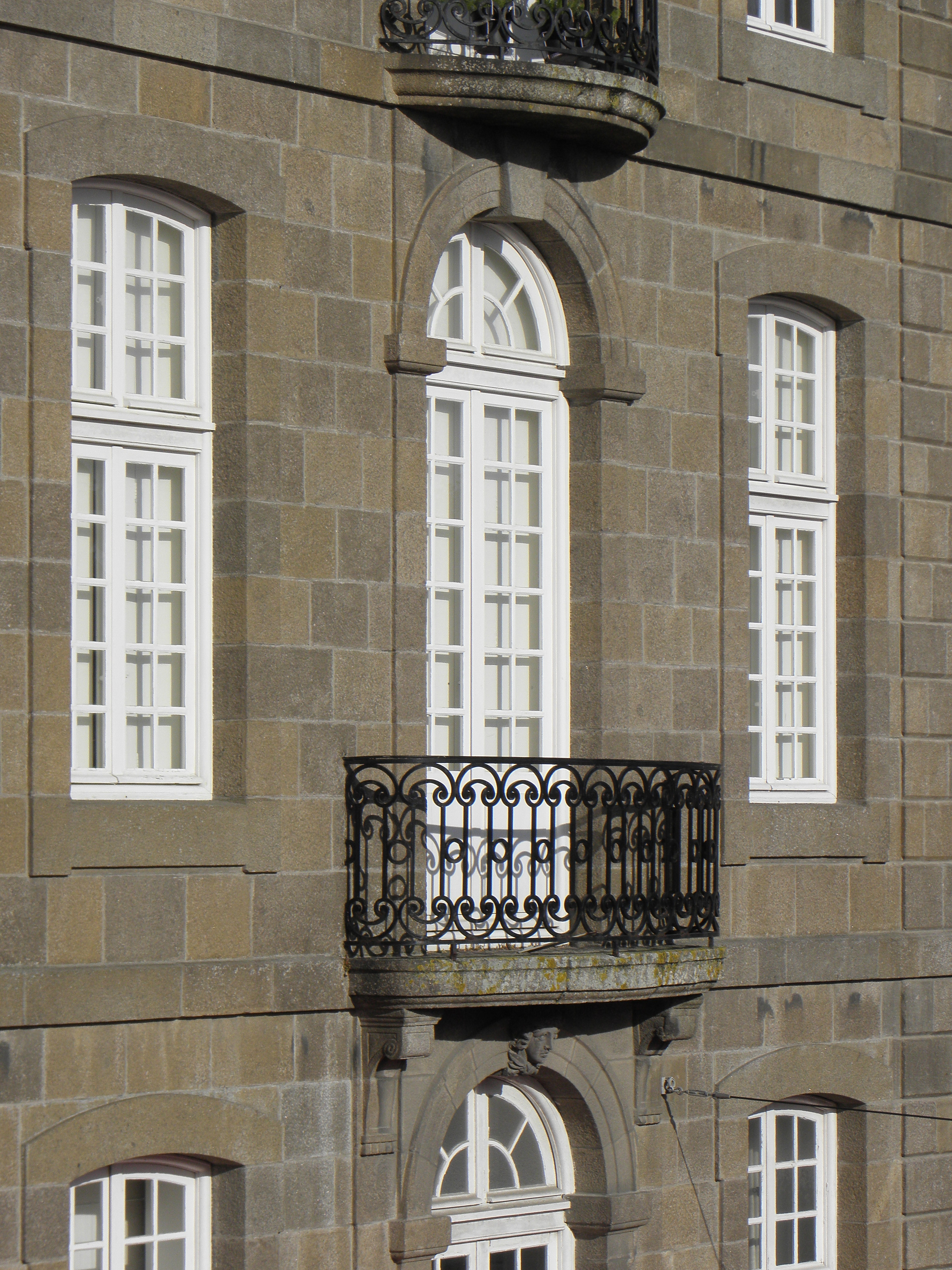
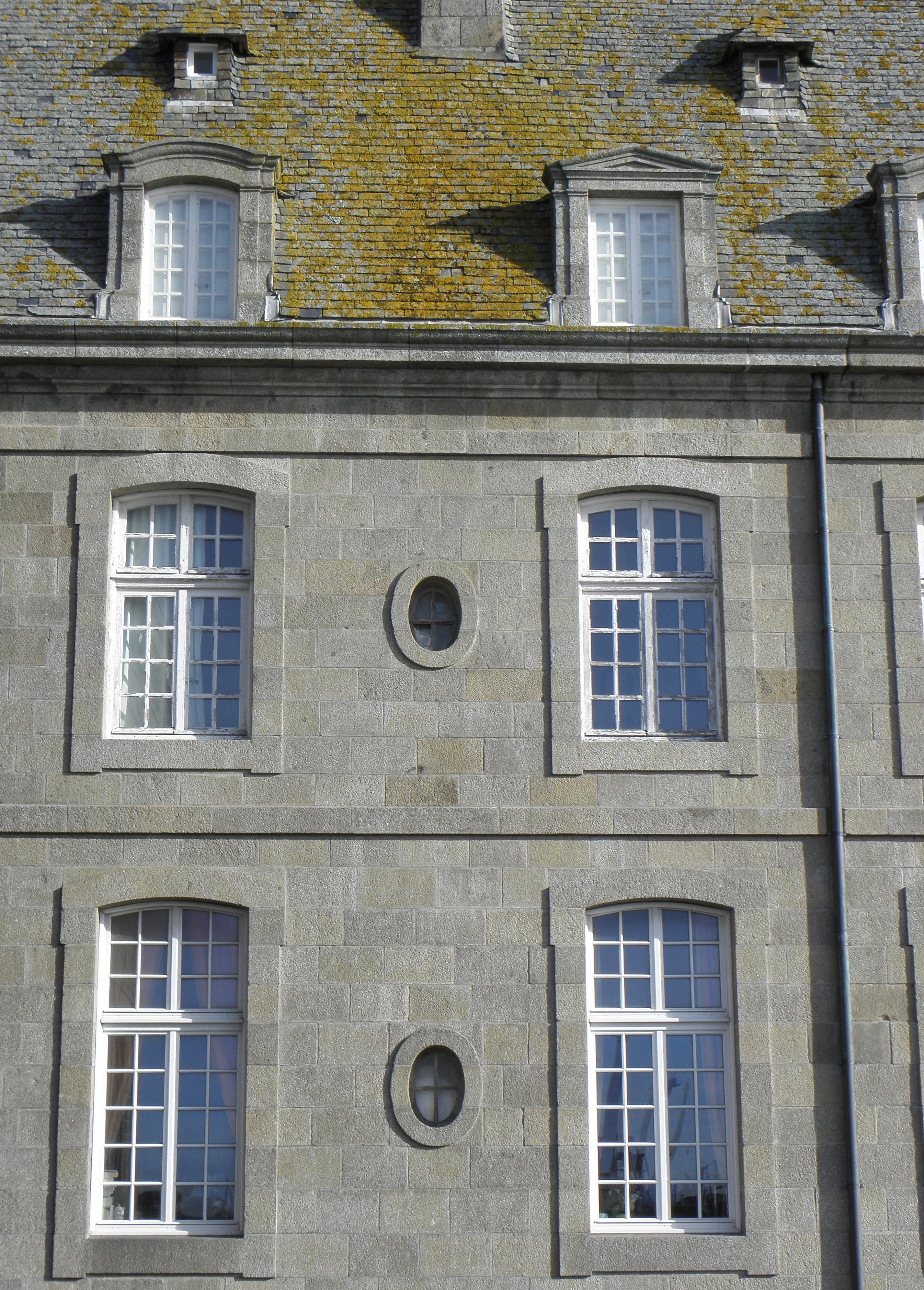
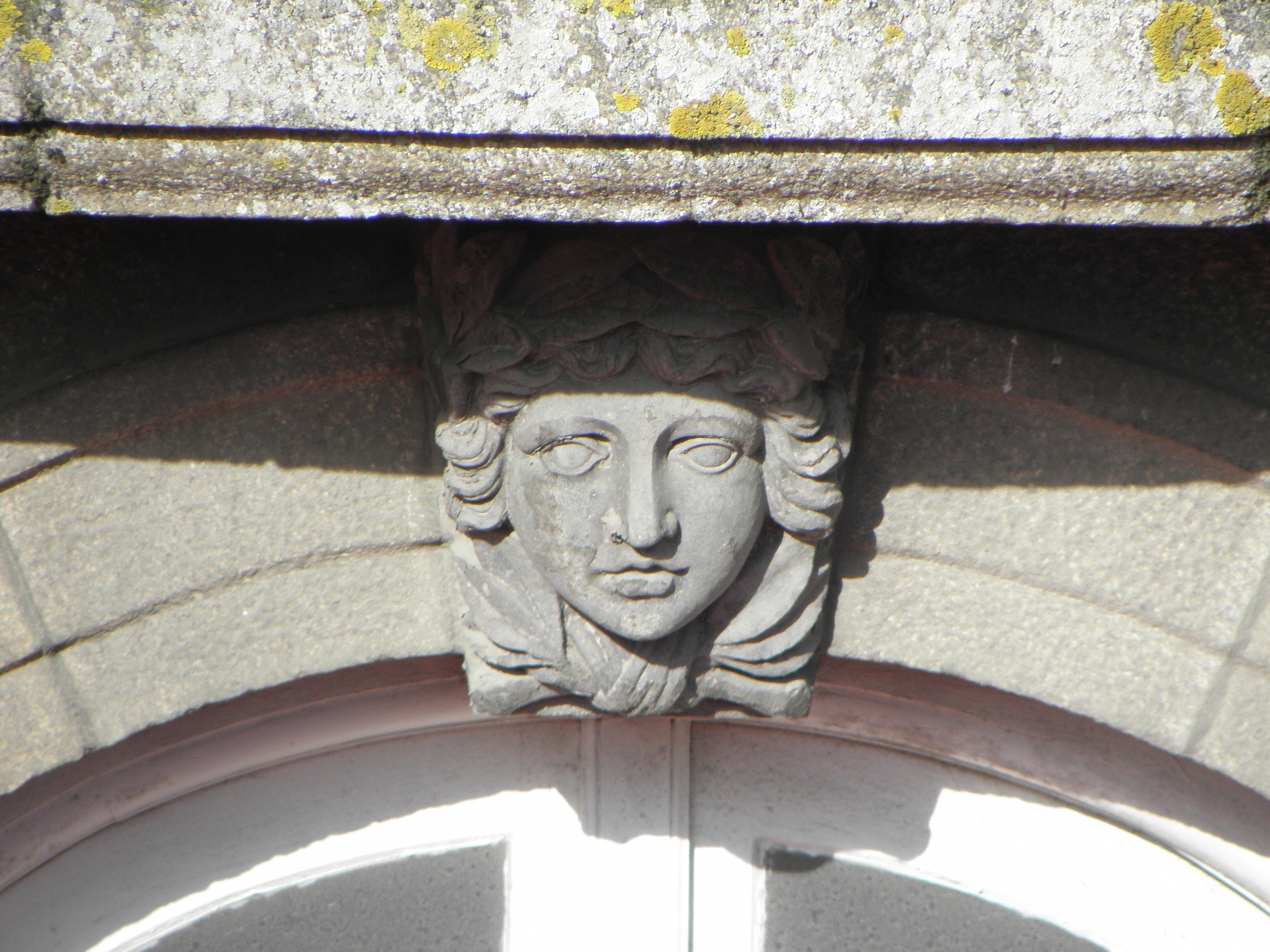
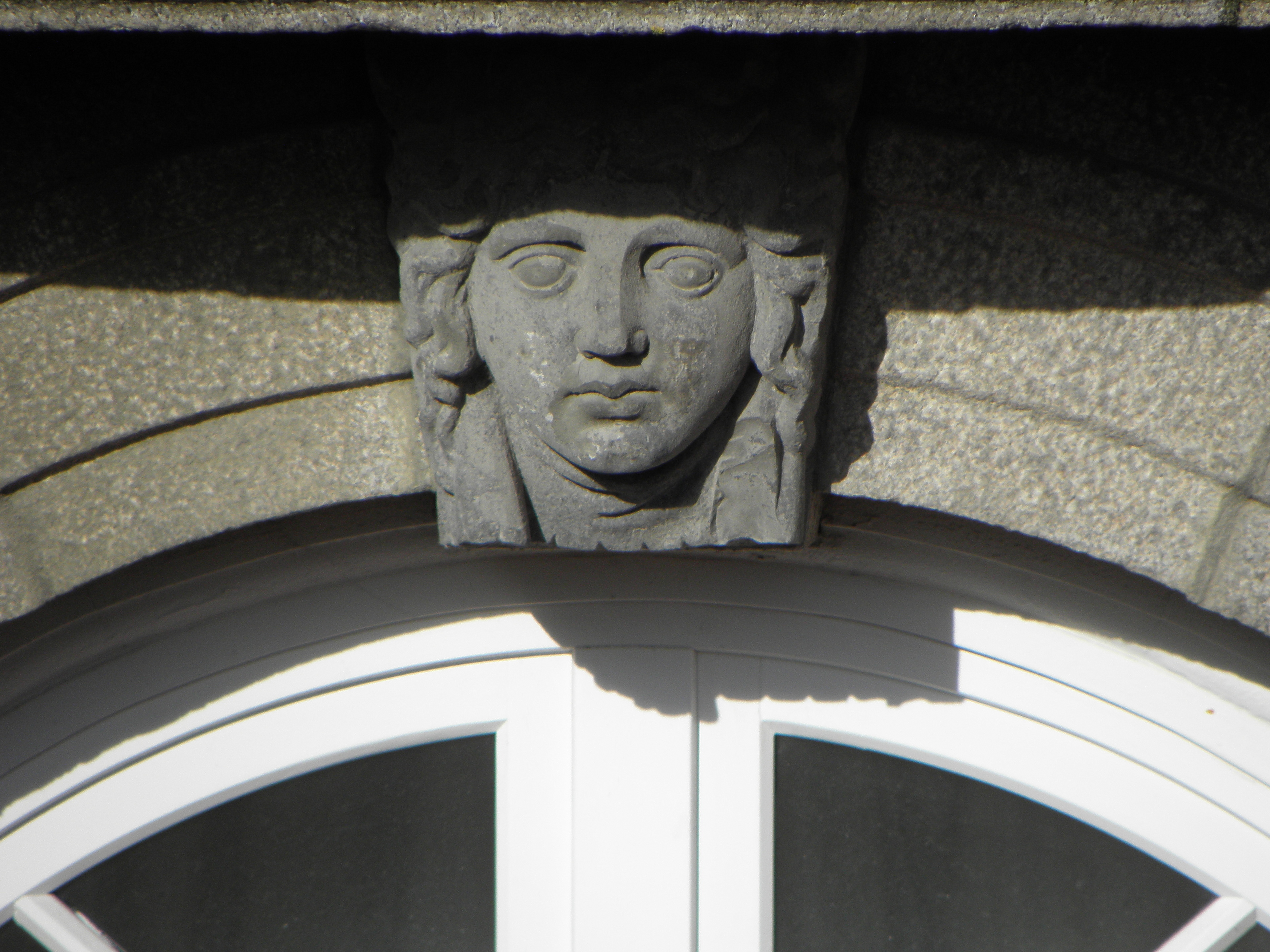
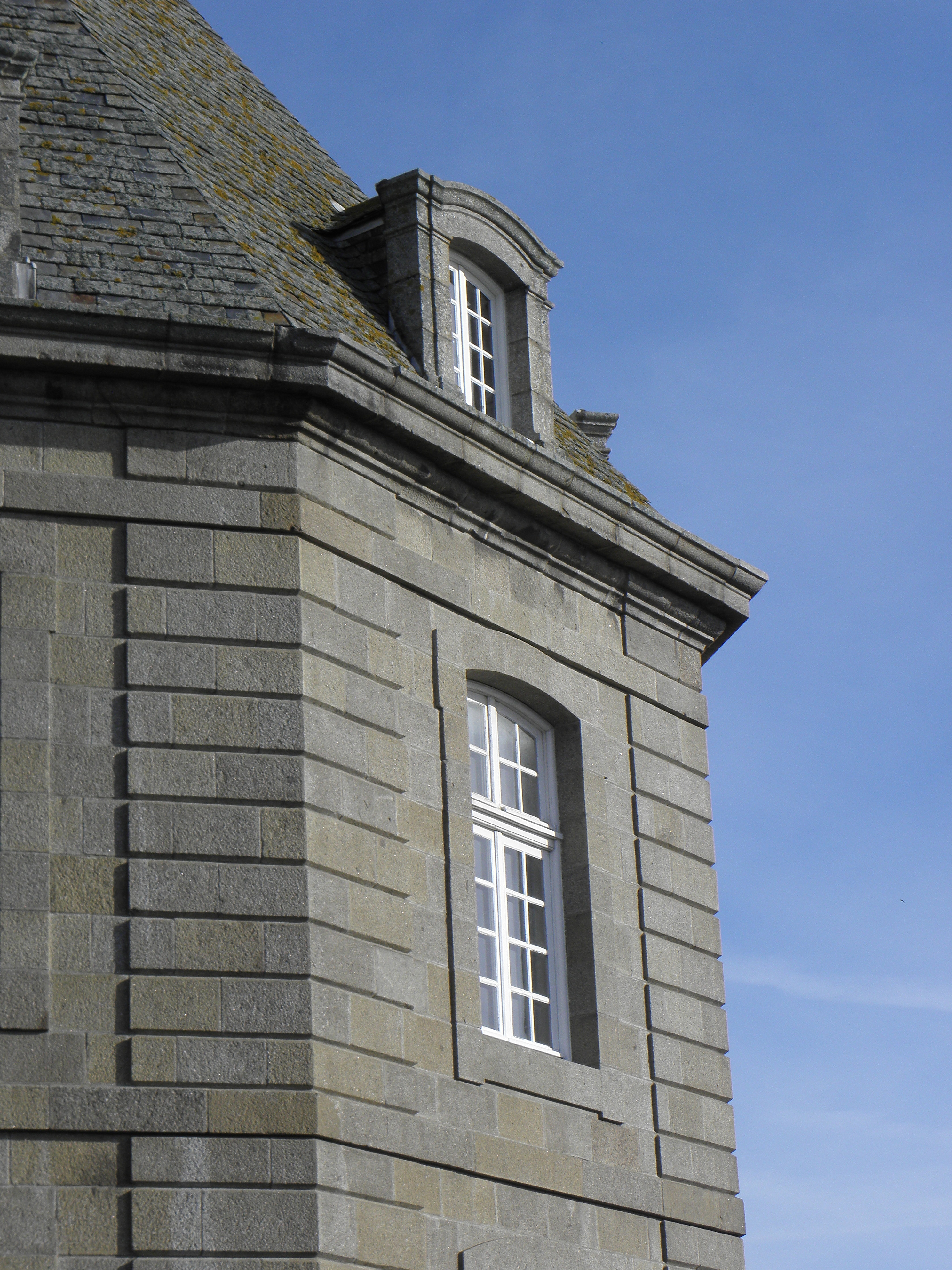